# Discografia Emiliei Bubulac
Discografia Emiliei Bubulac  conține înregistrări efectuate la compania de înregistrări Electrecord,și altele, din 1979.

## Electrecord
| An   | Nr. catalog                             | Piese | Acompaniament                    |
| ---- | --------------------------------------- | --- | -------------------------------- |
| 1979 | 45-EPC 10.626 Dragă-mi este lumea dragă | Dragă-mi este lumea dragă Mă dusei în pădurice Ca o floare-mi este țara De-ar veni mai iute seara | O.M.P.R. dirijor Florian Economu |
| 1982 | ST-EPE 02153 În pădure la Tismana       | În pădure la Tismana Ce frumoasă-i, neică, dragostea Drag mi-a fost dealul să-l sui Când văd frunza cât paraua De-aș trăi ca bradu-n munte Așa-mi vine câteodată Cine-a lăsat dragostea Cernă, te măriți în Gorj Cam pe la apus de soare Bujor roșu din vâlcea Suflă vântule mai tare Grea boală este dorul | Orchestra Paraschiv Oprea        |

## Eurostar
| An   | Nr. catalog | Piese | Ancompaniament |
| ---- | ----------- | --- | -------------- |
| 1995 | CDS 258     | Veni iar primăvara Ce mi-a fost pe lume drag Cine are dor la vale Hai neică la Peștișani Jiule, fratele meu Dorul neichii mă usucă Trecui dealul la Arcani Doina plugului Pe sub poala pădurii Măicuță, la poartă ieși Pe crenguța nucului Suflă vânt de primăvară Trandafir crescut în poartă |                |

## Mihael's Music
| An   | Nr. catalog | Piese |
| ---- | ----------- | --- |
| 1996 | MM 008      | A1 Cucule Cu Pană Sură A2 Șapte Săptămâni Din Post A3 Pe Valea Cu Liliacul A4 Mai Dă-mi Doamne A5 Uite Dealul, Uite Via A6 Trei În Lume Nu Se Poate A7 Și-am Mai Pus Un Gând Pe Lume B1 Cine A Lăsat Dragostea B2 Frumos Cântă Turtureaua B3 Viorea, Viorea B4 Vai, Vai, Copiii Mei B5 Ții Tu Minte B6 Când Eram Tânăr Odată B7 Un' Te Duci Tu Neică Dincă B8 Hai Mândro, Pitiș, Pitiș |

1. ↑  Înregistrări Radio România